# 문법학교
문법학교(文法學校, 영어: grammar school 그래머스쿨[*])은 영국 등 영어권 국가의 교육 역사에서 학교의 종류 중 하나이다. 현재 이 학교는 중등 교육을 형성하고 있다. 중세의 문법학교의 원래 목적은 라틴어를 가르치는 데 있었다. 시를 거쳐, 처음에는 고대 그리스어, 히브리어, 나중에는 영어 등의 유럽 언어 포함뿐만 아니라 자연 과학 및 수학, 역사, 지리 등의 과목을 가르쳤다. 후기 빅토리아 시대, 문법학교는 다른 제도를 발전시켜, 스코틀랜드를 제외하고, 영국 전역에서 중등 교육을 실시하기 위하여 재구성되었다. 문법학교는 1940년대 중반부터 1960년대 후반까지 잉글랜드와 웨일스에서 행해진 북아일랜드에 따른 국립 중등 교육의 3부 구성의 교육 제도의 대안 중 하나가 되었다. 1960년대부터 1970년대의 비선택형의 종합 교육으로 전환하고, 문법학교는 대부분 폐지되거나 종합 교육 학교화했다고 해도, 사립 학교화 수업료를 징수하게 되었다.